# Trent McClenahan
Trent McClenahan (* 4. Februar 1985 in Chipping Norton, New South Wales) ist ein australischer Fußballspieler. Der Verteidiger spielte bereits in England bei West Ham United, den Milton Keynes Dons und Hereford United und nahm 2008 mit der australischen Olympiaauswahl am olympischen Turnier in China teil.

## Vereinskarriere
Trent McClenahan war Schüler an der Westfields Sports High School in Fairfield West, bevor er 16-jährig Australien verließ und bei West Ham United einen Vertrag unterschrieb, nachdem er bei Tests überzeugt hatte. Sein Ligadebüt gab er im August 2004 gegen Crewe Alexandra. Nach zwei weiteren Pflichtspieleinsätzen für West Ham wurde er im März 2005 zunächst bis zum Saisonende an die Milton Keynes Dons verliehen und anschließend auch für die komplette Saison 2005/06 dem Klub aus Milton Keynes überlassen. Von West Ham wurde er nach diesem Ausleihgeschäft aus seinem Vertrag entlassen und McClenahan fand mit Hereford United einen neuen Verein in der League Two.
McClenahan gelang es sich auf der rechten Verteidigerposition einen Stammplatz zu erkämpfen und kam auf 30 Einsätze in seiner ersten Saison bei Hereford. Zu Beginn der Spielzeit 2007/08 verlor er mehrfach seinen Stammplatz wegen seiner Teilnahme an internationalen Spielen mit der australischen Olympiaauswahl, war aber ab Dezember wieder dauerhaft in der Stammmannschaft und belegte mit dem Klub am Saisonende den dritten Platz, der zum Aufstieg in die Football League One genügte. Ein neues Vertragsangebot von Hereford ließ der Australier unbeantwortet verstreichen und war daher seit Juli 2008 vereinslos. Mitte September 2008 unterzeichnete er einen Ein-Jahres-Vertrag beim schottischen Klub Hamilton Academical.

## Nationalmannschaft
McClenahan war Vizekapitän der australischen U-20-Nationalmannschaft bei der Junioren-WM 2005 in den Niederlanden, wo er beim Vorrundenaus in allen drei Partien der Australier zum Einsatz kam. Im Anschluss wurde er regelmäßig in der australischen Olympiaauswahl, den so genannten Olyroos, eingesetzt und schließlich in das Aufgebot für die Olympischen Spiele 2008 berufen. Dort kam er beim Vorrundenaus in allen drei Gruppenspielen zum Einsatz, in zweien davon stand er in der Startaufstellung.